# تفاعل حذف الهيدريد بيتا
تفاعل حذف الهيدريد بيتا  هو تفاعل كيميائي عضوي تتحول فيه مجموعة ألكيل مرتبطة إلى مركز فلزّي في لمركبات العضوية الفلزية إلى ألكين، مع تشكل هيدريد الفلز الموافق. الشرط الرئيسي لحدوث هذا التفاعل هو وجود ذرات هيدروجين في الموقع بيتّا؛ كما يتطلب حدوث التفاعل وجود مدارات فارغة في المستوى الفرعي d قادرة على تشكيل روابط تناسقية مستقرّة ذات تآثر ضام.

## الهوامش
1. ↑  beta-Hydride elimination